# 罪と悪
『罪と悪』（つみとあく）は、2024年2月2日に公開予定の日本映画。
監督は齊藤勇起、主演は高良健吾。同年1月16日に完成披露試写会を実施。
幼なじみの少年が背負った罪と、22年後に起きた新たな殺人事件の行方を描いたノワールミステリ。

## あらすじ
何者かに殺された14歳の少年、正樹。彼の遺体は町の中心のある橋の下で発見された。同級生の春・晃・朔は、正樹を殺した犯人と確信した男の家に押しかけ、もみあいになる、そして、男は1人の少年に殺される。家に火を放ち、事件は幕を閉じたはずだった。時が過ぎ、刑事になった晃は父の死をきっかけに町に戻り、朔と再会する。ほどなく、ある少年の死体が橋の下で見つかる。20年前と同じように。晃は少年の殺害事件の捜査の中で、春と再会し、それぞれが心の奥にしまっていた過去の事件の扉が再び開き始める。かつての事件の真相は、そして罪と向き合うということとはー。

## キャスト
阪本春
演 - 高良健吾

吉田晃
演 - 大東駿介

朝倉朔
演 - 石田卓也

清水
演 - 村上淳
- 市川知宏
- 勝矢
- 奥野壮
- 坂元愛登
- 田代輝
- 柴崎楓雅
- 石澤柊斗
- 深澤幸也
- 大槻ヒロユキ
- 朝香賢徹
- しゅはまはるみ
- 蔵原健
- 中野英樹
- 成田瑛基
- 齋賀正和
- 大迫一平
- 安部賢一
- 清美：守屋茜
- 本田旬
- 桝田幸希
- 仁也

笠原
演 - 佐藤浩市（特別出演）

佐藤
演 - 椎名桔平

## スタッフ
- 監督・脚本 - 齊藤勇起
- 製作 -
- 企画 -
- プロデューサー - 湊谷恭史
- 音楽 - Teje、yehezkel raz
- 撮影 - 大西健之
- 照明 - 大堀治樹
- 録音 - 白取貢
- 美術 - 高草聡太
- 特殊メイク -
- 編集 - 神谷朗
- 音響効果 - 赤澤勇二
- 音楽プロデューサー - 田井モトヨシ
- VFX -
- ロケ協力 -
- 制作プロダクション -
- 配給 - ナカチカピクチャーズ
- 製作 -